# Sparassidaceae
Sparassidaceae is een familie van schimmels behorend tot de orde van Polyporales. Het typegeslacht is Sparassis.

## Geslachten
De familie Sparassidaceae bestaat uit de volgende twee geslachten:
- Crustoderma
- Sparassis (bijvoorbeeld S. crispa)